# Santo fálico

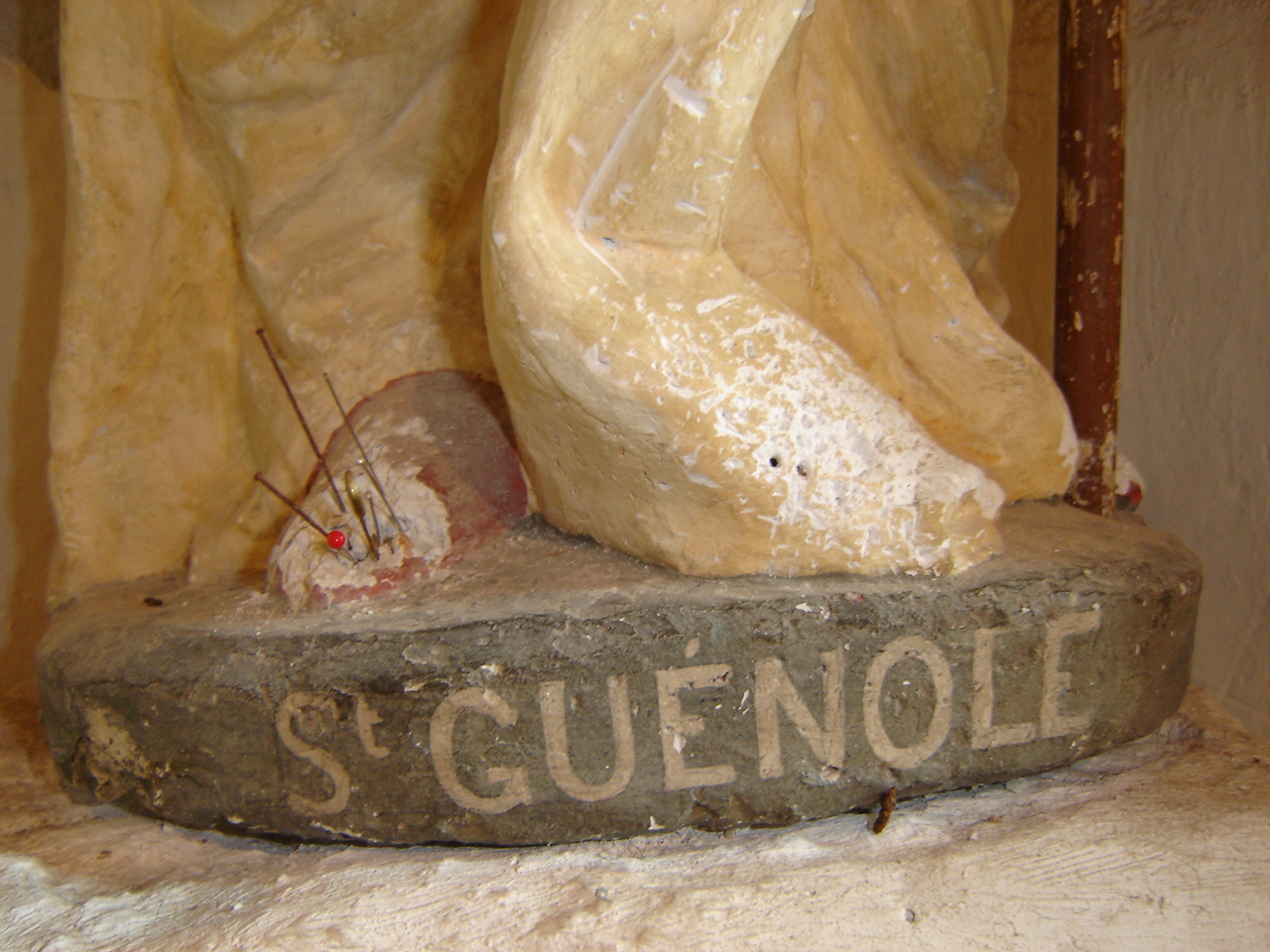
Pies de la estatua de "san Guénolé" o Guignolé, Winwaloe Vinvaleo de Landévennec o san Vinvaleo, en una capilla de Prigny (Loira Atlántico), los pies son traspasados con agujas por las chicas locales que esperan de este modo encontrar su alma gemela.

Los santos fálicos eran, pese a la tradición cristiana, santos cuya dulía derivaba de deidades paganas locales, principalmente en algunos pueblos de Europa, invocadas para la  fertilidad (incluso de la agricultura) y la fecundidad. Más que representaciones vulgares del falo, estos santos eran considerados benefactores de la prolificidad y de la fecundidad reproductiva y por esto objetos de veneración particularmente por parte de las mujeres infértiles o estériles y las muchachas jóvenes.  Sir William Hamilton ha referido que a fines del siglo XVIII se hacían las representaciones fálicas en cera de partes del cuerpo presentadas como ofrenda a los  santos san Cosme y Damián en la localidad de Isernia, en su día festivo  (Fiesta de los Santos Cosme y Damián de Isernia), aquellas que representaban a un pene eran las más comunes Las observaciones de Hamilton han llevado a que Richard Payne Knight escribiera el libro Account of the Remains of the Worship of Priapus, en el cual son referidos ejemplos de estas efigies.

## Lista (no oficializada por ninguna iglesia) de "santos fálicos"
- Ters, o "san Ters / Tros", de Amberes, cuyo culto fue reportado por Johannes Goropius Becanus; al parecer inicialmente fue nombrado Semini o "dios" Jumenas; el nombre Semini recuerda a la palabra latina simiente.
- Santos Cosme y Damián, médicos gemelos, uno de cuyos centros de culto era Isernia, en Italia.
- San Guignolé (Winwaloe) o san Guiñole o Winwaleo, primer abad de Landévennec, que adquirió su condición priápico por la confusión de su nombre con gignere (en francés popular arcaico engendrer, "engendrar").[1] Su tumba no fue destruida hasta 1793.[4]
- San Foutin, por asimilación del nombre de Pothin (Potino), primer obispo de Lyon, al verbo foutre ("a la mierda").[1] La gente adoraba al falo de San Foutin mediante el vertido de vino en el mismo.
- San Guerlichon (Guerlichon, Guerlichón, Greluchon) en Bourg-Dieu.[1]
- San Gil (Egidio) en el Cotentin.[1]
- San René de Anjou o san Renato (por confusión con riendas," riñones" —ya que se creía que los riñones o "riendas" eran el asiento de la energía sexual o libido—).[1]